# Steve Harvey
Broderick Stephen "Steve" Harvey, född 17 januari 1957, är en amerikansk komiker, programledare, producent, skådespelare och författare. Han är programledare för bland annat  The Steve Harvey Morning Show, the Steve Harvey talk show, Family Feud och Little Big Shots. Harvey är även författare till Act Like a Lady, Think Like a Man, som publicerades i mars 2009 samt Straight Talk, No Chaser: How to Find and Keep a Man.
Steve Harvey har även varit programledare för program som Showtime at the Apollo, The Steve Harvey Show och The Original Kings of Comedy. Han har vunnit Daytime Emmy Award tre gånger.

## Filmografi

### Television
| År                 | Titel                             | Roll                      | Noter                                  |
| ------------------ | --------------------------------- | ------------------------- | -------------------------------------- |
| 1993–2000, 2016–nu | Showtime at the Apollo            | Sig själv/Programvärd     |                                        |
| 1994–1995          | Me and the Boys                   | Steve Tower               | 19 avsnitt                             |
| 1996–2002          | The Steve Harvey Show             | Steve Hightower           | 122 avsnitt; också producent           |
| 2001               | The Proud Family                  | The Credit Card (röst)    | Avsnitt: "Don't Leave Home Without It" |
| 2002, 2003         | Essence Awards                    | Sig själv/Programvärd     |                                        |
| 2002               | My Wife and Kids                  | Steve                     | Avsnitt: "Jay the Artist"              |
| 2003               | The Parkers                       | Mr. Barnes                | Avsnitt: "The Hold Up"                 |
| 2003–2005          | Steve Harvey's Big Time Challenge | Sig själv/Programvärd     | Också exekutiv producent               |
| 2004, 2005         | BET Comedy Awards                 | Sig själv/Programvärd     |                                        |
| 2010               | Who Wants To Be a Millionaire     | Sig själv/Programgästvärd | 5 avsnitt                              |
| 2010–nu            | Family Feud                       | Sig själv/Programvärd     |                                        |
| 2012               | Praise the Lord                   | Sig själv/Programgästvärd | 30 november                            |
| 2012–2017          | Steve Harvey                      | Sig själv/Programvärd     | Också exekutiv producent               |
| 2013               | NAACP Image Awards                | Sig själv/Programvärd     | 1 februari                             |
| 2015               | Comedians in Cars Getting Coffee  | Sig själv                 | Avsnitt 6, Avsnitt 2                   |
| 2015–nu            | Celebrity Family Feud             | Sig själv/Programvärd     | Också exekutiv producent               |
| 2015–nu            | Miss Universe                     | Sig själv/Programvärd     |                                        |
| 2016–nu            | Little Big Shots                  | Sig själv/Programvärd     | Också regissör/exekutiv producent      |
| 2017               | Steve Harvey's Funderdome         | Sig själv/Programvärd     |                                        |
| 2017–nu            | Little Big Shots: Forever Young   | Sig själv/Programvärd     | Också exekutiv producent               |
| 2017–nu            | Steve                             | Sig själv/Programvärd     | Också exekutiv producent               |

### Film
| År   | Titel                        | Roll             | Noter                               |
| ---- | ---------------------------- | ---------------- | ----------------------------------- |
| 2000 | The Original Kings of Comedy | Sig själv        |                                     |
| 2003 | The Fighting Temptations     | Miles the DJ     |                                     |
| 2003 | Love Don't Cost a Thing      | Clarence Johnson |                                     |
| 2004 | Johnson Family Vacation      | Mack             |                                     |
| 2004 | You Got Served               | Mr. Rad          |                                     |
| 2005 | Racing Stripes               | Buzz the Fly     | Röstskådespelare                    |
| 2009 | Madea Goes to Jail           | Sig själv        | Cameoroll                           |
| 2012 | Think Like a Man             | Sig själv        | Cameoroll; också exekutiv producent |

## Priser och utmärkelser

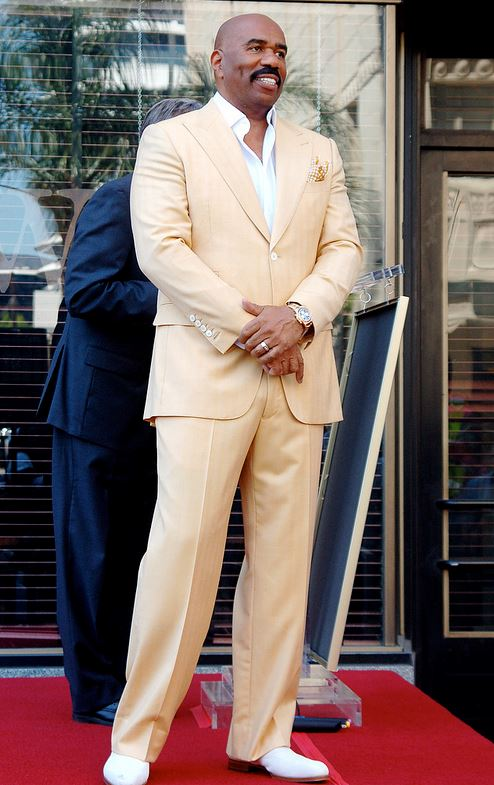
Harvey får sin stjärna på Hollywood Walk of Fame 2013.

- Fyrfaldig vinnare: NAACP Image Awards Outstanding Actor in a Comedy Series (1999, 2000, 2001, 2002)
- Trefaldig vinnare: NAACP Image Awards Outstanding Comedy Series (as executive producer/star of The Steve Harvey Show – 2000, 2001, 2002)
- 2001: NAACP Image Awards Entertainer of the Year
- 2007: Syndicated Personality/Show of the Year – Radio & Records magazine[4]
- 2011: BET Humanitarian Award – 2011 BET Awards[5]
- 2013: Favorite New Talk Show Host – 39th People's Choice Awards[6]
- 2013: Star on the Hollywood Walk of Fame[7]
- 2013: Marconi Award winner – Network/Syndicated Personality of the Year
- Trefaldig vinnare: NAACP Image Awards Outstanding News/Talk/Info Series (as executive producer/host of Steve Harvey – 2014, 2015, 2017)[8]
- 2014: Daytime Emmy Award for Outstanding Game Show Host – Family Feud
- 2014: Daytime Emmy Award for Daytime Emmy Award for Outstanding Talk Show Informative (as host/executive producer of Steve Harvey)[9]
- 2014: NAB Broadcasting Hall of Fame inductee (Radio)
- 2015: East 112th Street in Cleveland renamed Steve Harvey Way
- 2015: NAACP Image Awards Outstanding Host – Talk/Reality/Variety/News/Information
- 2015: Daytime Emmy Award for Outstanding Talk Show Informative (as host/executive producer of Steve Harvey)[10]
- 2015: Marconi Award winner – Network/Syndicated Personality of the Year
- 2016: NAACP Image Awards Outstanding Host – Talk/Reality/Variety/News/Information
- 2016: NAACP Image Awards Outstanding Variety Series/Special (as host of Family Feud)
- 2016: Honorary Doctorate Degree Received at Alabama State University in Montgomery, Alabama
- 2017: Daytime Emmy Award for Outstanding Informative Talk Show Host – Steve Harvey[11]
- 2017: Daytime Emmy Award for Outstanding Game Show Host – Family Feud
- 2018: Daytime Emmy Award for Outstanding Informative Talk Show Host – Steve[12]